# کتابخانه ملی آموزش و پرورش (ایالات متحده آمریکا)
کتابخانه ملی آموزش و پرورش کتابخانه‌ای در ایالات متحده است که در سال ۱۹۹۵ تأسیس شده و به عنوان یک منبع اولیه برای آموزش خدمت می‌کند. این کتابخانه مجموعه‌ها و سرویس‌های خدمات اطلاعاتی را برای عموم مشترکان و همچنین جامعه آموزشی و سایر سازمان‌های دولتی در زمینه‌های مختلف از جمله برنامه‌ها، فعالیت‌ها و نشریات آموزشی جاری و تاریخی وزارت آموزش و پرورش ایالات متحده ارائه می‌کند.

## مجموعه‌ها
مجموعه کنونی کتابخانه، در قالب‌های چاپی و الکترونیکی، بر آموزش تمرکز دارد و موضوعاتی مانند اقتصاد، حقوق، روان‌شناسی و جامعه‌شناسی را شامل می‌شود.
این کتابخانه یک مجموعه تاریخی شامل حدود ۱۶۰۰۰ گزارش دولتی در مورد آموزش و پرورش مربوط به سال ۱۸۷۰، مجلات آموزشی و تک‌نگاری‌ها و حدود ۱۶۰۰۰ کتاب درسی کلاسی در موضوعات مختلف در خود جای داده است.

## موقعیت

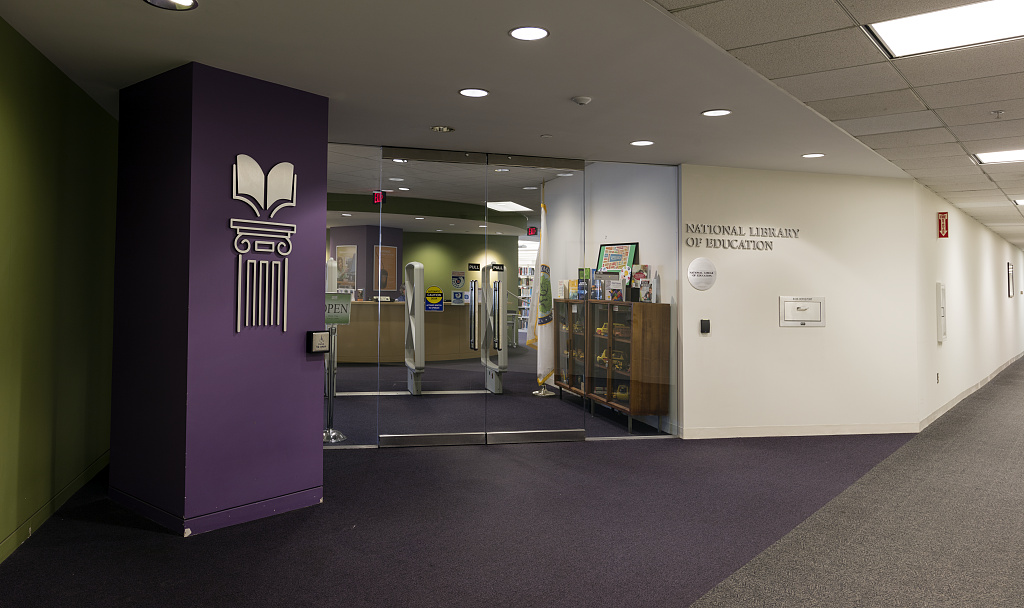
ورودی کتابخانه در ساختمان اداره آموزش و پرورش

این کتابخانه در داخل ساختمان وزارت آموزش و پرورش لیندون بینز جانسون که به عنوان دفتر مرکزی وزارت آموزش، در خیابان ۴۰۰ در جنوب‌غرب مریلند، واشینگتن، دی سی، ۲۰۲۰۲ عمل می‌کند، واقع شده است.

## برای مطالعهٔ بیشتر
- Access for all: a new national library for tomorrow's learners: the report of the National Library of Education, Advisory Task Force, Washington, D.C.: U.S. Dept. of Education, 1997 (fulltext)